# دختر (فیلم ۱۹۴۲)
دختر (ارمنی: Դուստրը) یک فیلم داستانی است محصول سال ۱۹۴۲، به کارگردانی هامو بیک-نازاریان

## بازیگران
- هراچیا نرسیسیان
- سوفیا ولخوسکایا-بک-نازارووا
- آوت آوتیسیان
- د. تساطوریان[الف]
- یلیزاوتا یوسترتووا[ب]
- آناتولی موکاتسیان

## یادداشت
1. ↑  Դ. Ծատուրյան
2. ↑  Ելիզավետա Եվստրատովա